# إيليا غولوسوف
إيليا غولوسوف (بالروسية: Голосов, Илья Александрович ؛ 1883-1945) هو معماري سوفييتي، وأحد رواد العمارة البنائية في روسيا في الفترة الممتدة من 1925-1931، حيث طور إسلوب خاص به في بداية العمارة الستالينية عُرف بعمارة ما بعد البنائية. وهو أخ المعمار بنلايمون غولوسوف.

## السيرة المهنية

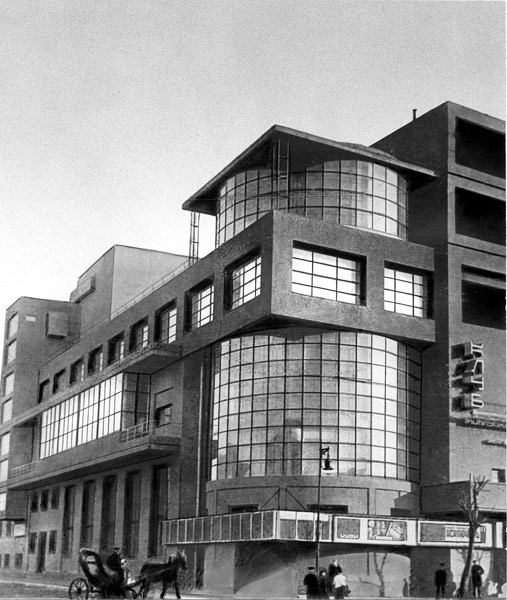
مبنى نادي زويف، موسكو (1926) لغولوسوف، أحد أهم الأمثلة من مدرسة المعماريين الجدد.

لقد كانت المشاريع في روسيا بالفترة المممتدة بين 1923 - 1935 قد اظهرت اصالة وطموح هذه المجموعة الجديدة. وعلى الرغم من وجود اختلافات شكلية ميزت الاتجاه العقلاني في العمارة عن الاتجاه المعماري السائد في روسيا آنذاك - وهو المدرسة البنائية، إلاّ أن كلا الاتجاهين خدما قضية واحدة، وهي تعزيز طروحات العمارة الحديثة وتكريس قيمها في النشاط البنائي المعماري لروسيا السوفيتية، فالاختلاف بين الاتجاهين كان محصورا في نوعية المنطلقات التكوينية، وأشكالها. تعتبر محاولة المعمار غولوسوف في مشروعه المنفذ (نادي زويف) في موسكو، إحدى المحاولات الجريئة في هذا السبيل، إذ جاءت تشكيلات فراغات المبنى بحجوم مكعبة وأخرى أسطوانية مع استخدام كثيف للزجاج في أسطح الجدران كما أكسب المعمار مسقط مبناه الأفقي قابلية التغيير وإمكانية التحويل.

### عمارة ما بعد البنائية

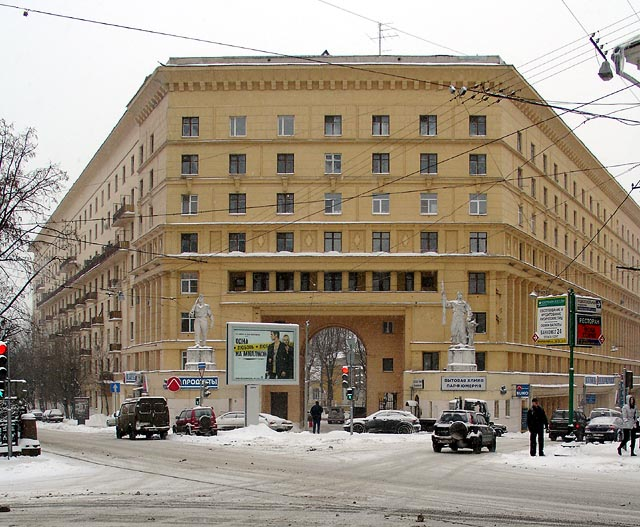
بوليفارد يوزيسكي، 1941
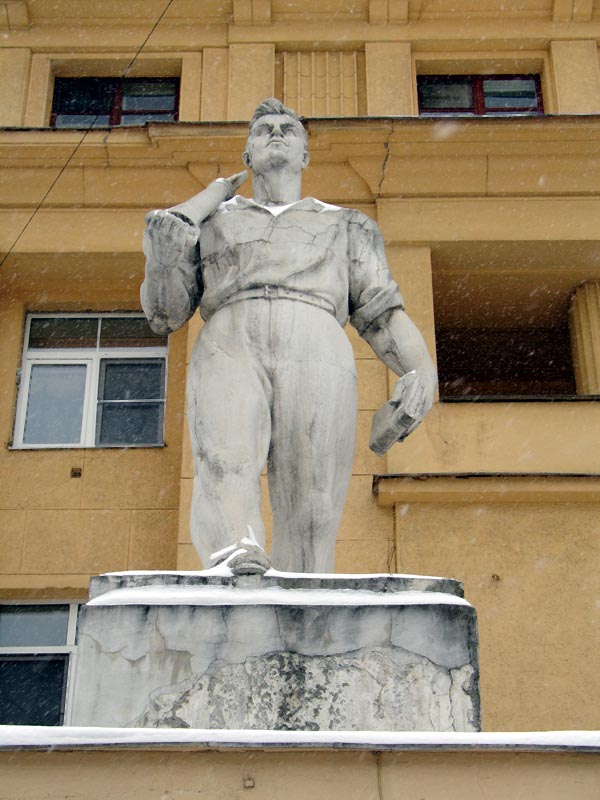
بوليفارد يوزيسكي

## وصلات خارجية
- إيليا غولوسوف على موقع الموسوعة البريطانية (الإنجليزية)